# Sébastien Viala
Pour les articles homonymes, voir Viala.
Sébastien Viala, né le 17 mars 1763 à la Mouline, sur l'actuelle commune d'Olemps (Aveyron), mort le 20 janvier 1849 à Rodez (Aveyron), est un général français de la Révolution et de l’Empire.
Son père Louis Viala maître chapelier, sa mère Marie Bessière, parrain Jacques Bessière, épouse Rose Julien (voir acte de naissance paroisse St Amans de Rodez et acte de décès)

## Biographie
Il commence sa carrière dans l'armée en tant que soldat au régiment de Vermandois en 1781 et atteint le grade de sergent-fourrier. Il passe les grades de soldat de la République, capitaine de volontaires en 1792, chef de bataillon le 4 juillet 1792, chef de la 85e demi-brigade (19 et 25 mai 1799), colonel au 85e régiment d'infanterie de ligne (an XII) et chef de brigade (1803).
Il devient officier de la Légion d'honneur le 15 juin 1804 et est blessé le 14 octobre 1806.
Il devient ensuite général de brigade le 23 octobre 1806, donataire d'une rente de 4 000 francs en Hanovre par décret impérial du 15 août 1809, chevalier de l'Empire par lettres patentes du 22 octobre 1810.
Il est admis à la retraite en 1811, et il devient maire de Rodez.
Sa tombe existerai toujours dans le cimetière de Rodez, dans la partie ancienne, côté gauche de l’entrée, une croix de pierre brisée, inscriptions effacées.
Le nom Viala inscrit et souligné sur l'Arc de triomphe à Paris, côté Est, 18e colonne.